# Братский мост (Енисей)
Братский мост — автомобильный мост через реку Енисей в районе Абакана и Минусинска.
Является частью трассы федерального значения Р-257 «Енисей». Соединяет Алтайский район Республики Хакасия (левый берег) и Минусинский район Красноярского края (правый берег).
Строительство моста началось в 1999 году. Сдан в эксплуатацию в 2003 году. Своим названием обязан Александру Лебедю и Алексею Лебедю, которые в момент начала строительства являлись главами Красноярского края и Республики Хакасия соответственно.
Имеет по две полосы для движения в каждом направлении.
Длина моста 352 метра, ширина — 28 метра.